# Georgie Raoul-Duval
Georgie Raoul-Duval, née Jeannie Urquhart, dite aussi George Duval ou George Daring, est une écrivaine française d'origine américaine et d'expression anglaise, née le 3 juillet 1866 à Paris et morte le 3 novembre 1913 à Paris. Elle est principalement connue pour la relation érotique qu'elle entretint avec Colette et son mari Willy.

## Biographie
Fille et héritière de David Urquhart et Augusta (née Slocomb), issus de deux riches familles américaines de négociants de la Nouvelle-Orléans, Jennie Urquhart naît dans le 16e arrondissement de Paris au cours d'un de leurs nombreux séjours à Paris. Elle fait ses études en France.
Elle épouse René Raoul-Duval le 23 septembre 1891 à Paris. Fils de Fernand Raoul-Duval, il est non seulement polytechnicien et ingénieur des mines mais aussi héritier d'une grande fortune industrielle et minière. Elle change alors de prénom pour devenir Georgie Raoul-Duval.
Georgie, libre et cultivée, tient salon à Paris dans sa maison où son époux est souvent absent, retenu par des voyages d'affaires.
Elle rencontre Colette au début en mars 1901 chez Jeanne Muhlfeld (l'épouse de Lucien Muhlfeld) et l’idylle commence immédiatement. C'est la première liaison homosexuelle connue de Colette qui vient de publier Claudine à Paris, le deuxième épisode des aventures de Claudine. Au même moment, ou un peu plus tard, Georgie débute aussi une liaison avec Willy (Henry Gauthier-Villars), l'époux de Colette, sans qu'au début les deux époux n'aient été au courant de la situation. Quand Colette découvre la liaison de son époux, elle est d'abord furieuse avant d'accepter ce ménage à trois. Un rapport de police du 1er mai 1901 décrit avec une précision toute judiciaire les relations du trio : « On apprend que le romancier Gauthier-Villars (Henry) dit « Willy », auteur de Claudine à Paris, demeurant 93 rue de Courcelles depuis cinq ans, a retenu pour l'après-midi du 29 avril écoulé un petit appartement sis au quatrième étage d'une maison discrète de la rue Pasquier, dans le but de s'y rencontrer avec deux lesbiennes, sa femme légitime et une dame âgée d'environ trente ans, demeurant 107, rue de la Pompe [adresse des Raoul-Duval]. La réunion du romancier et des deux dames en cause a eu lieu de trois à six heures du soir. Arrivées les premières, les deux dames sont restées seules pendant une heure mais M. Gauthier-Villars étant venu les rejoindre, elles ont continué avec lui la partie. »
Pendant l'été 1901, le trio part à Bayreuth en automobile mais l'entente vole en éclats à leur retour à Paris quand Colette et Willy se rendent compte que Georgie les convoque parfois isolément à une heure d'intervalle. Leur vengeance sera littéraire : le troisième épisode de la série des Claudine (Claudine en ménage) met en scène une jeune Autrichienne du nom de Rézi qui masque mal l'identité de Georgie. Celle-ci, terrifiée par le scandale potentiel, tente en vain de faire annuler la publication et rompt toute relation avec le couple. En 1907, Colette règle une nouvelle fois ses comptes avec Georgie en la croquant férocement sous le personnage de Suzy dans La Retraite sentimentale.
Georgie a ensuite une nouvelle relation amoureuse avec une autre écrivaine, la très libre Marie de Hérédia, épouse de Henri de Régnier et maîtresse de Pierre Louÿs. On lui compte également au nombre de ses amours José Maria Sert et Catherine Pozzi.
Plus tard, Georgie entame sa propre carrière littéraire. Elle écrit une pièce, The Golden Light, (sous le nom de George Daring) que sa sœur, la socialiste devenue actrice Cora Urquhart Brown-Potter, produit en 1905 mais qui n'aura aucun succès. Elle écrit ensuite quelques romans : Shadows of old Paris, une histoire de Paris racontée aux Américains et Written in the sand inspiré d'un voyage dans le Sahara. Son dernier ouvrage, Little miss, parait de façon posthume en 1914 et met en scène une jeune héroïne de Louisiane.
Georgie meurt le 3 novembre 1913 à l'âge de 47 ans, à 6 h 30 du matin à son domicile du 27, quai d'Orsay.

## Œuvres

### Roman
- (en) George Duval, Shadows of old Paris, Londres, F. Griffiths, 1910, 242 p. (BNF 32065402)
- (en) George Duval, Written in the sand, Londres, W. J. Ham-Smith, 1912, 320 p. (BNF 43526912)
- (en) George Duval, Little miss, an unfinished story, Edinbourg, Ballantyne press, 1914, 265 p. (BNF 43536508)

### Pièces de théâtre
- The Golden Light, 1905

## Évocation artistique
Sa vie inspirera Édouard Bourdet qui en fera le personnage de Madame d'Aiguines dans sa pièce La Prisonnière (en) en 1926.
En 2018, son personnage est joué par l'actrice Eleanor Tomlinson dans le film Colette de Wash Westmoreland.